# Pharmouti
Dans l'Égypte antique, Pharmouti qui signifie celui de Rénénoutet est le huitième mois du calendrier nilotique (basé sur la crue du Nil) et le quatrième mois de la saison de Peret.
Ce mois correspond à février-mars.